# Seven Phoenix
Le Seven Phoenix est un navire de services qui peut être utilisé comme navire poseur de canalisations. Le navire appartient à l'entreprise de services offshore Subsea 7. Il navigue sous le pavillon de l'île de Man et son port d'attache est Douglas.

## Histoire
Le navire, commandé le 28 novembre 2000, a été posé le 21 mars 2001. L'achèvement du navire a eu lieu le 6 mars 2003. Le navire était le dernier navire du Chantier naval des frères Orlando, à Livourne construit et par la société Elettra sous le nom Pertinacia et mis en service à Naples comme port d'attache. 

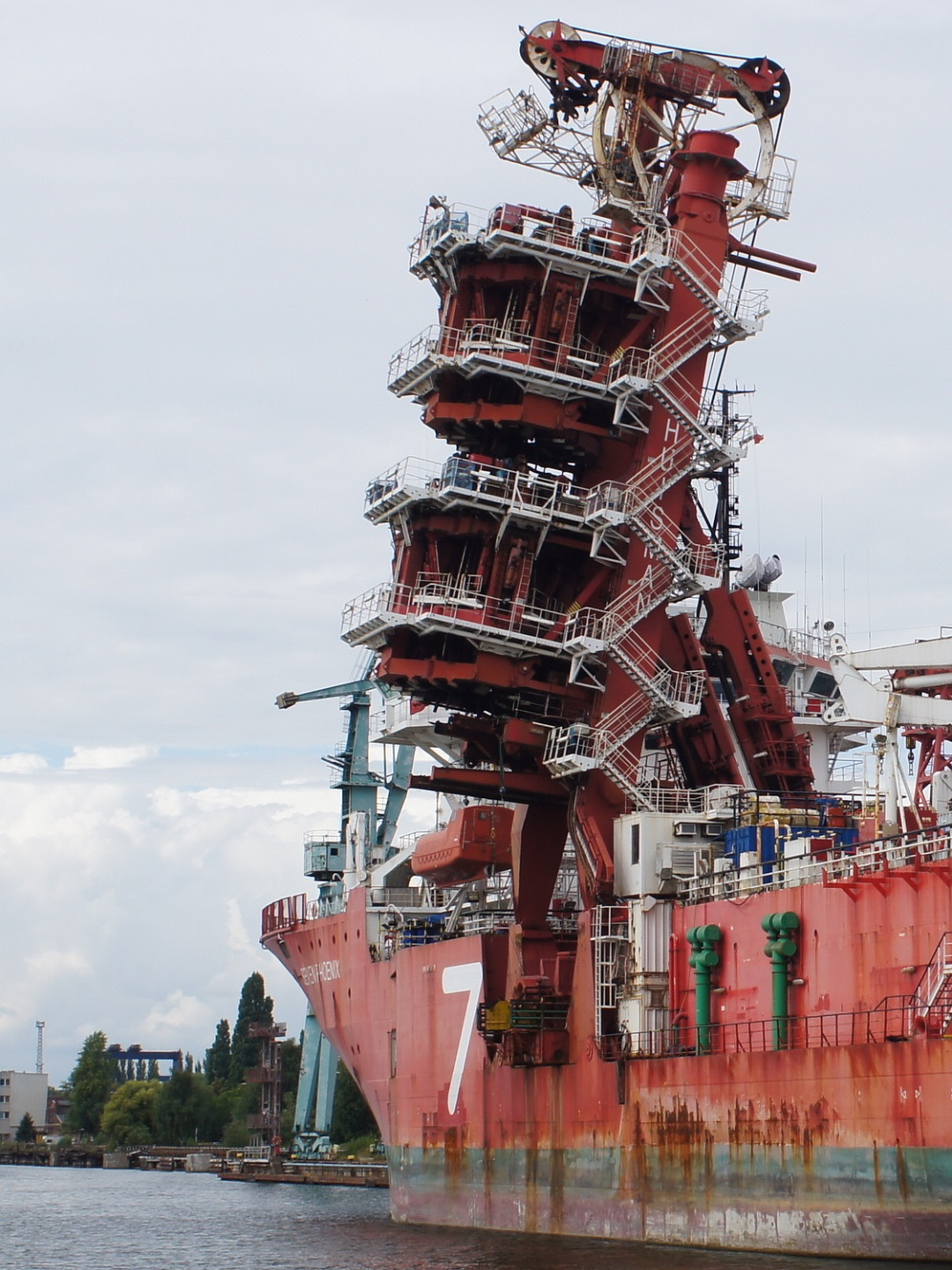
Tour inclinable du Seven Phoenix

En 2007, le navire a été repris par Acergy qui a  fusionné en 2011 avec Subsea 7. Le Pertinacia a été renommé Seven Phoenix en mai 2012. En 2012/2013, à Vitória, le navire a reçu un système d'installation de canalisation J-Lay sur une tour inclinable.

### Technologie et équipement
Le navire est équipé de deux moteurs diesel-électrique et de deux propulseurs azimutaux. Ceux-ci sont alimentés par quatre générateurs Wärtsilä, des générateurs diesel du type Vasa 8R32LN d'une puissance de 3.240 kW chacun. Un groupe électrogène diesel Wärtsilä du type 6L20 d'une puissance de 1.360 kW est disponible pour les opérations portuaires. Un groupe électrogène de secours Volvo Penta du type TAMD 122A de 220 kW a également été installé.
Le navire est équipé de deux propulseurs d'étrave, chacun d'une puissance de 1.600 kW. Le navire est équipé d'un système de positionnement dynamique (DP) de classe II du type Kongsberg Simrad SDP22. 
Il y a de la place à bord pour 77 personnes, pour lesquelles 58 cabines sont disponibles. À la proue, il y a un hélipad pour des hélicoptères jusqu'à 9,2 tonnes. 
Les autres fournitures s'élèvent au maximum à :
- 3177 m³ de carburant
- 75 m³ d'huile hydraulique
- 707 m³ d'eau potable
- 5800 m³ d'eau de ballast.

### Équipement de tuyauterie
Le Seven Phoenix est conçu pour poser des pipelines flexibles. Le système de pose avec la tour inclinable a une force de maintien de 340 tonnes. Sous le pont de travail de 1.200 m², deux zones de stockage sont présentes : une à l'avant pour 1.400 tonnes de matériel et une à l'arrière de 1.000 tonnes.

### Système de grue
- une flèche arrière d'une capacité de levage de 60 tonnes,
- une grue principale de 34,5 tonnes à tribord au milieu du navire,
- une grue de 15 tonnes à tribord à l'arrière.

### Équipement spécial
Deux véhicules sous-marins télécommandés (ROV) de type Triton ST  peuvent être utilisés jusqu'à une profondeur de 3.000 mètres.